# De klok van Arnemuiden

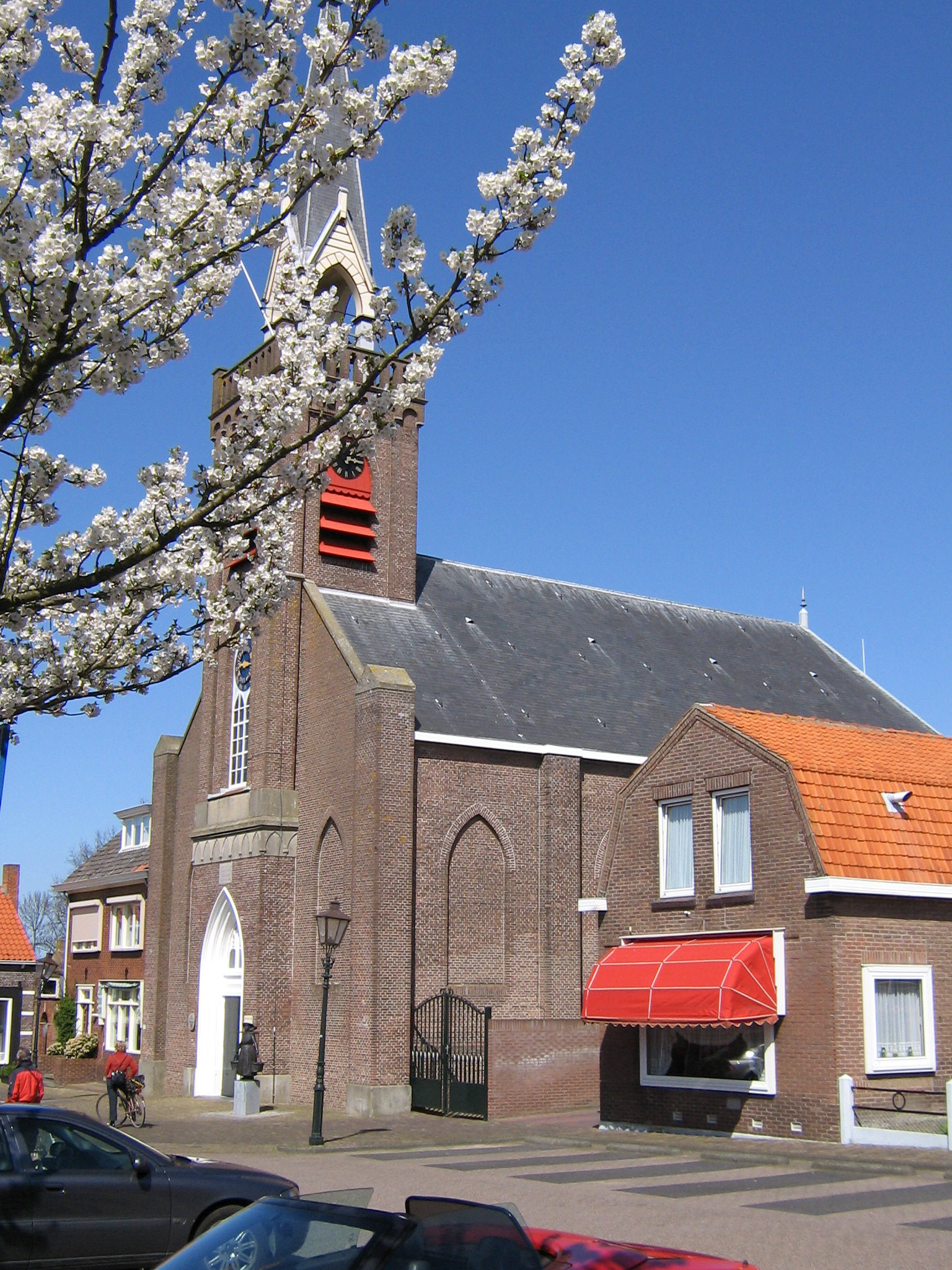
De kerktoren van Arnemuiden

De klok van Arnemuiden is een lied uit 1949 geschreven door Dico van der Meer op muziek van Hannes Mengers dat door Max van Praag op de plaat werd gezet. 
In 1977 kreeg het opnieuw bekendheid door de Havenzangers, toen ze het lied als single uitbrachten. Deze versie kwam tot de 22e plek van de Nederlandse Top 40. Het lied werd en wordt regelmatig op scholen en door shantykoren gezongen. De bedoelde klok is de kerkklok van de markt van Arnemuiden.
Ook in Vlaanderen weerklinkt dit lied regelmatig op havenfeesten en visfolkloredagen. 
Dit lied wordt door de Zeeuwse rockgroep Surrender vaak in het Zeeuws als toegift gezongen en staat ook op hun cd De stikken d'r of.